# 切触几何
数学上，切触几何(英語：Contact geometry)是研究流形上的完全不可积超平面的几何。根据弗洛比尼斯定理，这个（大致来讲）可以通过叶状结构的不成立来识别。作为它的姐妹，辛几何属于偶数维的世界，而切触几何是奇数维的对应几何。

## 应用
切触几何和辛几何一样在物理学中有广泛的应用，例如，几何光学、经典力学、热力学、几何量子化、可積系統、以及诸如控制论这样的应用数学。它也可以用于证明有趣的事情，例如‘你总是可以平泊你的汽车，只要空间足够大’。
切触几何有很多低维拓扑中的应用；一个这种相关性的表现就是每个三维流形都有一个切触结构。

## 切触形式和结构
在2n+1维流形M上, 一个切触形式 α是一个（局部）1-形式，且具有属性
{\displaystyle \alpha \wedge (d\alpha )^{n}\neq 0.}
一个切触结构 ξ就是一个2n+1维流形上的一个切触形式α的核，即一个完全不可积超平面场。大致来讲，这表示你无法在一个开集上找到和ξ相切的一片超曲面。
从定义可以导出dα 限制到ξ 上时是非退化的。这表示ξ 是一个该流形上的辛丛。因为辛空间是偶数维的，切触流形必须是奇数维的。
作为基本例子，考虑R3，使用坐标(x, y, z), 1-形式 dz-ydx 就是一个切触形式.
在一点(x,y,z) 的切触平面ξ由下列向量张成
X1 = ∂y
和
X2 = ∂x+y∂z.
实际上很容易将这个例子推广到任意R2n+1。根据达布定理，一个流形上的每个切触结构局部看起来就是这个例子。
任何n-维流形M的余切丛 T* M本身是一个流形(维数为2n)，并且自然地支持一个恰当辛结构ω = dλ。(这个1-形式λ有时称为刘维尔形式)。在流形上取一个黎曼度量。这允许我们考虑每个余切平面中的单位球。刘维尔形式限制到单位余切丛是一个切触结构。向量场 A (唯一地)由λ(A)=1和dλ定义，(A, B)=0对于所有该度量的测地流生成的向量场B成立。
另一方面，可以通过考虑 T*M× R来构造一个切触流形。采用坐标(x,t)，这个流形有一个切触结构
α=dt+λ.
最后这个例子表明如何从辛流形得到切触流形。同样可以从切触流形构造一个辛流形，也是通过和R 的直积：
若α是一个切触形式，在流形M上，则
ω=d(etα)
是一个M×R上的辛流形，其中t 表示在R-方向的变量。

## 勒让德子流形和纽结
切触流形最有意思的子空间是它的勒让德子流形。在(2n+1)-维流形上的切触超平面场的不可积性意味着没有2n-维子流形可以将它作为它的切丛，局部的都不行。但是，通常可以找到一个n-维（嵌入或者浸入）子流形，其切空间位于切触场内。勒让德子流形和辛流形的拉格朗日子流形类似。它们之间有一个精确的关系：勒让德子流形在切触流形的辛化中的提升是一个拉格朗日子流形。
勒让德子流形的最简单的例子是在一个切触三维流形中的勒让德纽结。不等价的勒让德纽结可能作为光滑纽结是等价的。
勒让德子流形是很刚性的对象；在一些情况下，子流形为了成为勒让德子流形而必须解开纽结。辛场论提供勒称为切触同调的勒让德子流形的不变量，它们有时可以用于区分拓扑等价的勒让德子流形。

## Reeb向量场
若α是一个给定切触结构的切触形式，Reeb向量场R可以定义维dα的核的唯一满足α(R)=1的元素。其动力学可以用于研究切触流形的结构甚或用诸如辛场论和嵌入切触同调这类的Floer同调来研究流形本身。

## 历史回顾
切触几何的根源出现于克里斯蒂安·惠更斯、Barrow和牛顿的著作中。切触变换的理论（也即保持一个切触结构的变换）是索甫斯·李发展的，其目的是双重的，包括研究微分方程（例如勒让德变换）和表述射影对偶性中常见的'空间元素的变换'。